# Plougonver
Plougonver [plugɔ̃vɛʁ] est une commune française du département des Côtes-d'Armor, en région Bretagne.

## Géographie

### Situation

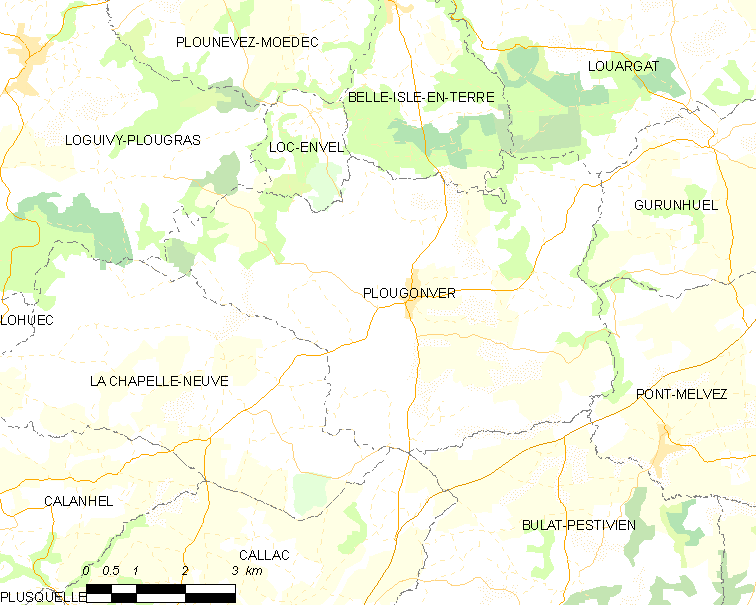
Carte de Plougonver et des communes avoisinantes.

| Loc-Envel         | Belle-Isle-en-Terre | Louargat              |
| Loguivy-Plougras  | Plougonver          | Gurunhuel Pont-Melvez |
| La Chapelle-Neuve | Callac              | Bulat-Pestivien       |

### Relief et hydrographie

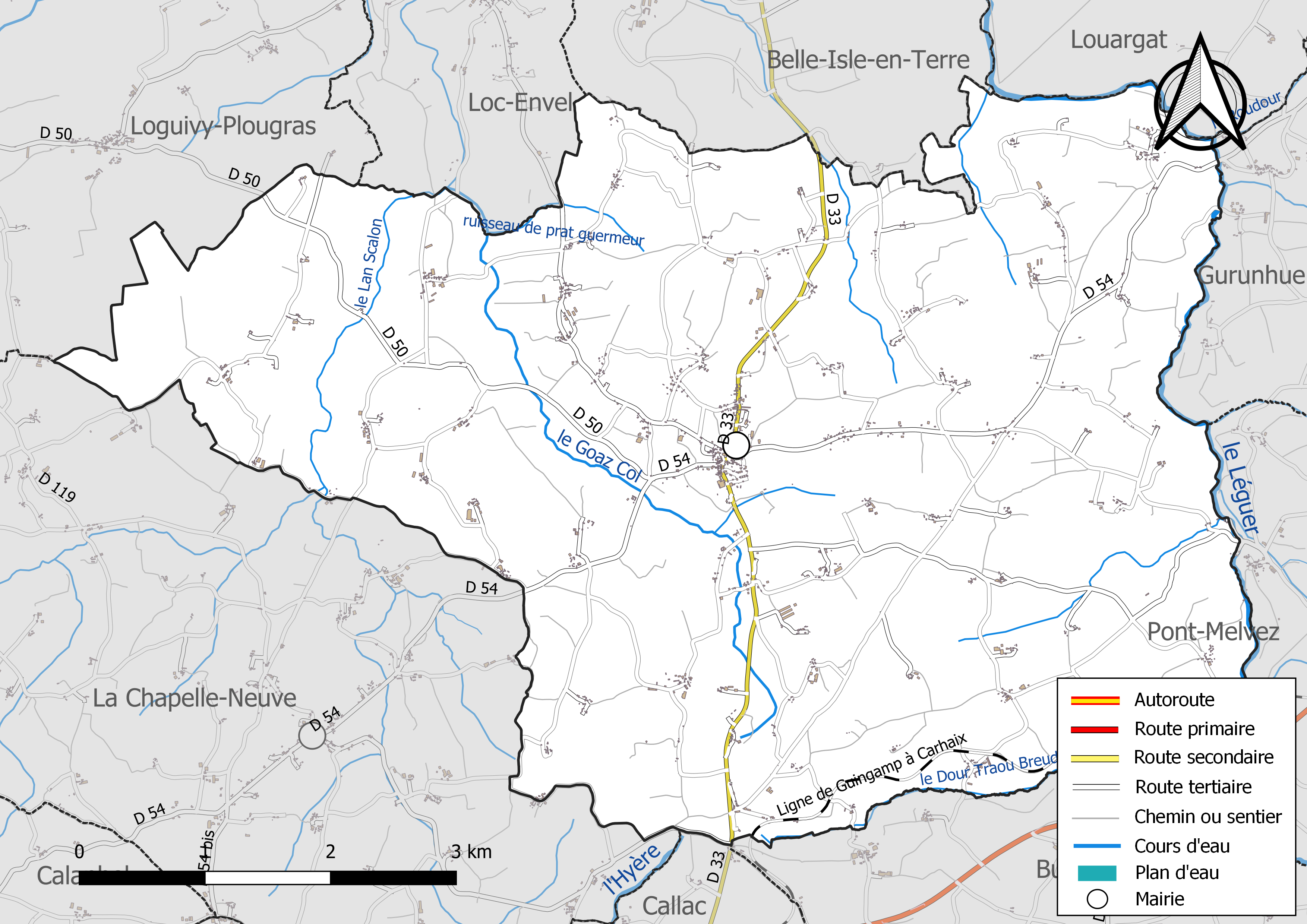
Carte des routes et du réseau hydrographique.

Le finage communal présente un dénivelé de 178 mètres entre le point le plus haut (Menez Kerespers) situé à 320 mètres d'altitude, qui fait partie du prolongement oriental des Monts d'Arrée qui s'étire d'ouest en est non loin de la limite sud du territoire communal depuis Menez Houarnay (293 mètres) dans son angle sud-ouest et atteint environ 250 mètres dans sa paertie sud-est d'une part, et 142 mètres dans l'angle nord-ouest de la commune, à la limite de la forêt da Coat-an-Noz, là où le Léguer quitte la commune. L'intérieur de la commune a un relief trus bosselé où alternent des collines (283 mètres à l'ouest du hameau de Run an Quérou, au nord du bourg par exemple ou encore 276 mètres à l'est du hameau de Lan Meur, à l'est du bourg (celui-ci est vers 230 mètres d'altitude) et les points les plus bas situés dans les fonds de vallée et principalement dans celle, encaissée souvent d'une bonne cinquantaine de mètres par rapport aux zones avoisinantes, du Léguer.
Le réseau hydrograhique est constitué du fleuve côtier Léguer, qui coule du sud au nord en longeant la limite est et nord-est de la commune, la séparant de Pont-Melvez, Gurunhuel et Louargat avant de poursuivre son cours plus en aval en séparant les communes de Belle-Isle-en-Terre et Louargat, servant aussi de séparation entre les forêts de Coat-an-Noz et Coat-en-Hay. Plusieurs affluents de rive gauche du Léguer concernent Plougonver : à sa limite sud, le Dour Traou Breuder sépare Plougonver de Bulat-Pestivien et un autre ruisseau d'importance modeste conflue avec le Léguer juste à l'endroit où celui-ci quitte le territoire communal. La moitié ouest du finage communal est traversée par des affluents et sous-affluents du Guic : le Ruisseau de Prat Guermeur et le Ruisseau de Goaz Col sont tributaires du Ruisseau de Lan Scalon, affluent du Guic, lui-même affluent du Léguer.

### Hydrographie
Pour un article plus général, voir Réseau hydrographique des Côtes-d'Armor.
La commune est située dans le bassin Loire-Bretagne. Elle est drainée par le Léguer, le Goaz Col, le Dour Traou Breuder, le Lan Scalon et le ruisseau de Prat guermeur,,.
Le Léguer, d'une longueur de 58 km, prend sa source dans la commune de Bourbriac et se jette  dans la baie de Lannion en limite de Lannion et de Trédrez-Locquémeau, après avoir traversé 15 communes. 

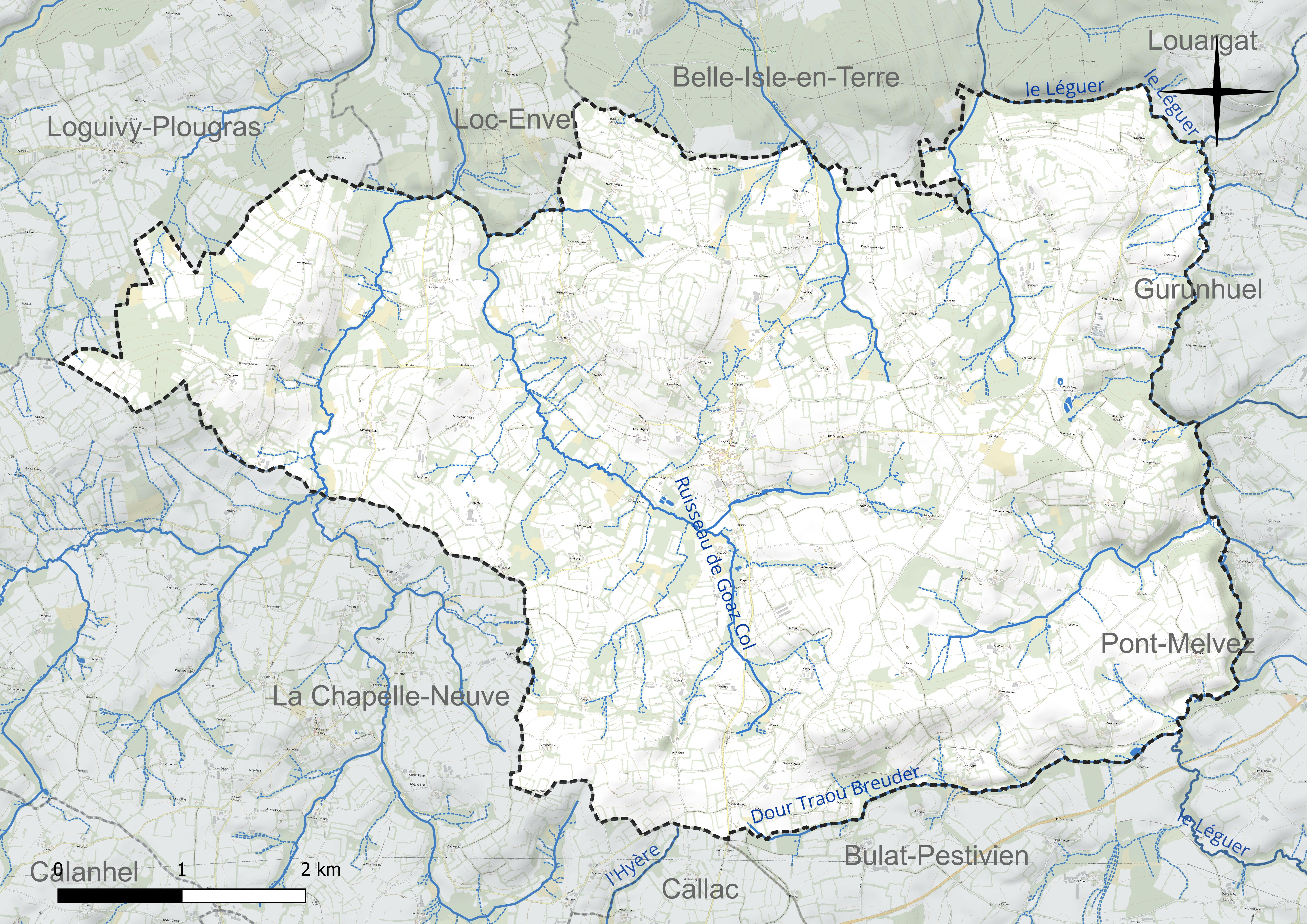
Réseau hydrographique de Plougonver.

### Climat
Pour des articles plus généraux, voir Climat de la Bretagne et Climat des Côtes-d'Armor.
En 2010, le climat de la commune est de type climat océanique franc, selon une étude du CNRS s'appuyant sur une série de données couvrant la période 1971-2000. En 2020, Météo-France publie une typologie des climats de la France métropolitaine dans laquelle la commune est exposée à un climat océanique et est dans la région climatique Finistère nord, caractérisée par une pluviométrie élevée, des températures douces en hiver (6 °C), fraîches en été et des vents forts. Parallèlement l'observatoire de l'environnement en Bretagne publie en 2020 un zonage climatique de la région Bretagne, s'appuyant sur des données de Météo-France de 2009. La commune est, selon ce zonage, dans la zone « Monts d'Arrée », avec des hivers froids, peu de chaleurs et de fortes pluies.
Pour la période 1971-2000, la température annuelle moyenne est de 10,4 °C, avec une amplitude thermique annuelle de 11,8 °C. Le cumul annuel moyen de précipitations est de 1 144 mm, avec 15,9 jours de précipitations en janvier et 9,1 jours en juillet. Pour la période 1991-2020, la température moyenne annuelle observée sur la station météorologique la plus proche, située sur la commune de Kerpert à 22 km à vol d'oiseau, est de 10,8 °C et le cumul annuel moyen de précipitations est de 1 088,9 mm,. Pour l'avenir, les paramètres climatiques de la commune estimés pour 2050 selon différents scénarios d'émission de gaz à effet de serre sont consultables sur un site dédié publié par Météo-France en novembre 2022.

### Paysages et habitat

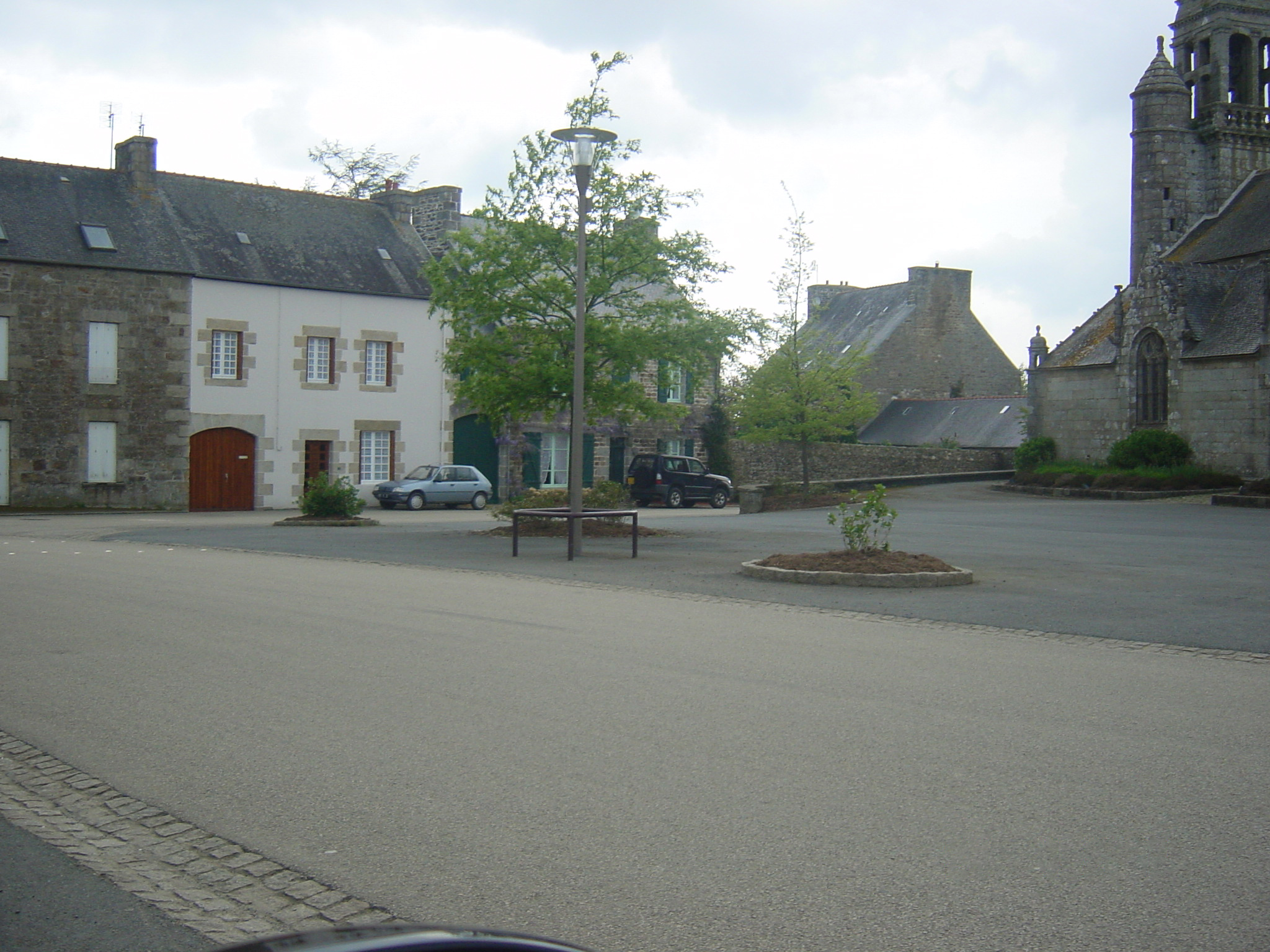
Le centre du bourg de Plougonver.

La commune de Plougonver présente un paysage traditionnel de bocage avec un habitat dispersé constitué de hameaux (appelés localement "villages") et de fermes isolées. À l'écart des grands axes de transports etéloignée des grandes villes, Plougonver a conservé pour l'essentiel son caractère rural.

### Transports
Plougonver est desservi uniquement par des routes secondaires, les deux principales étant la D 33, axe sud-nord venant de Callac et se dirigeant côté nord vers Belle-Isle-en-Terre d'une part, et la D 54, axe nord-est sud-ouest venant de Gurunhuel et se dirigeant vers La Chapelle-Neuve, ces deux routes se croisant dans le bourg de Plougonver. Mais l'axe routier le plus important est la D 787 (ancienne Route nationale 787), axe allant de Guingamp à Carhaix, proche de la limite sud-est de la commune, mais extérieur à celle-ci.

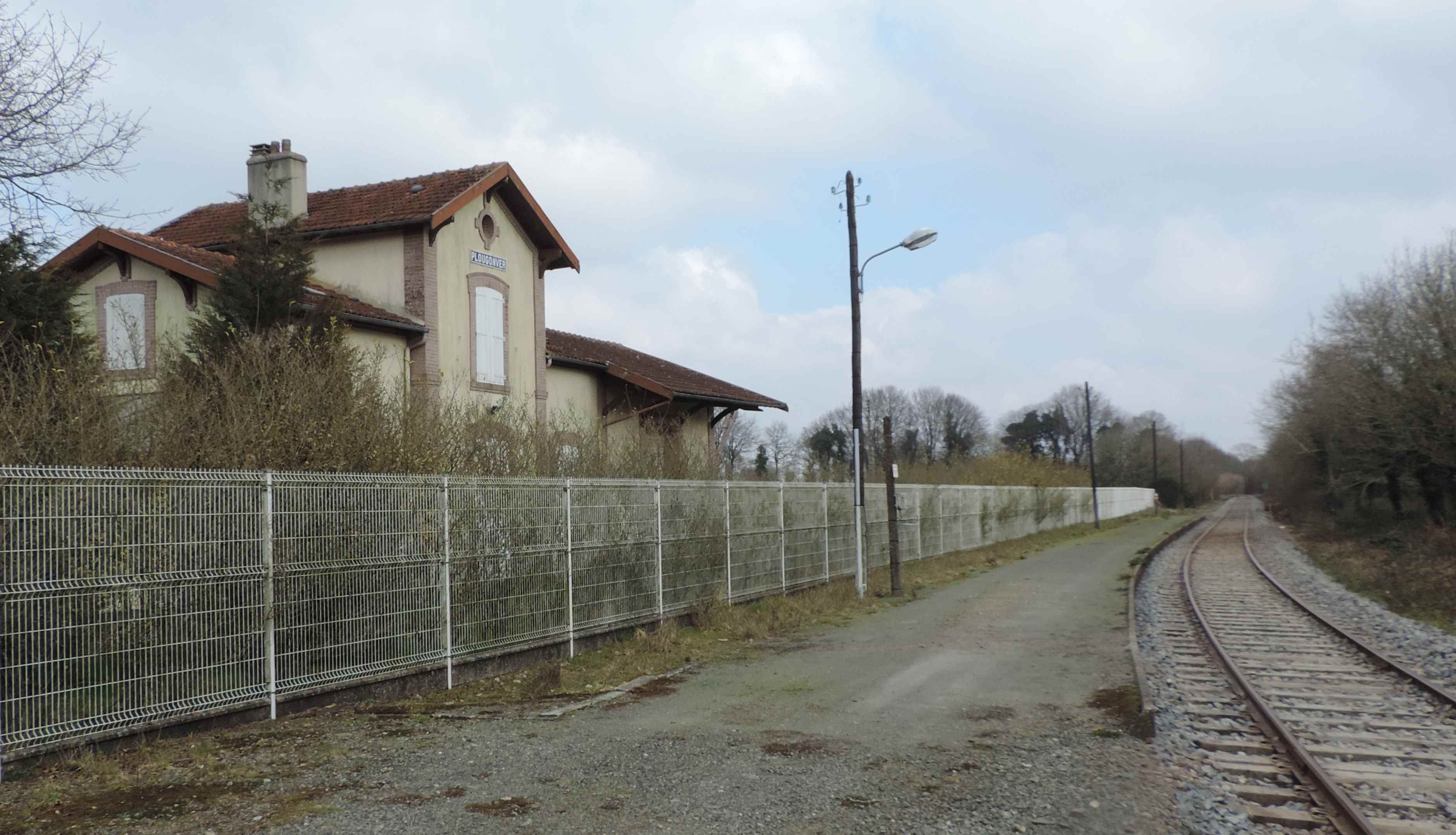
La gare de Plougonver.

La ligne ferroviaire Guingamp-Carhaix passe à la limite sud-est de la commune et Plougonver dispose d'une gare proche de la limite sud de la commune et éloignée du bourg.

## Urbanisme

### Typologie
Au 1er janvier 2024, Plougonver est catégorisée commune rurale à habitat très dispersé, selon la nouvelle grille communale de densité à 7 niveaux définie par l'Insee en 2022.
Elle est située hors unité urbaine et hors attraction des villes,.

### Occupation des sols
L'occupation des sols de la commune, telle qu'elle ressort de la base de données européenne d’occupation biophysique des sols Corine Land Cover (CLC), est marquée par l'importance des territoires agricoles (89,6 % en 2018), une proportion sensiblement équivalente à celle de 1990 (89,7 %). La répartition détaillée en 2018 est la suivante :
zones agricoles hétérogènes (52,1 %), prairies (20,7 %), terres arables (16,8 %), forêts (9,7 %), zones urbanisées (0,7 %). L'évolution de l'occupation des sols de la commune et de ses infrastructures peut être observée sur les différentes représentations cartographiques du territoire : la carte de Cassini (XVIIIe siècle), la carte d'état-major (1820-1866) et les cartes ou photos aériennes de l'IGN pour la période actuelle (1950 à aujourd'hui).

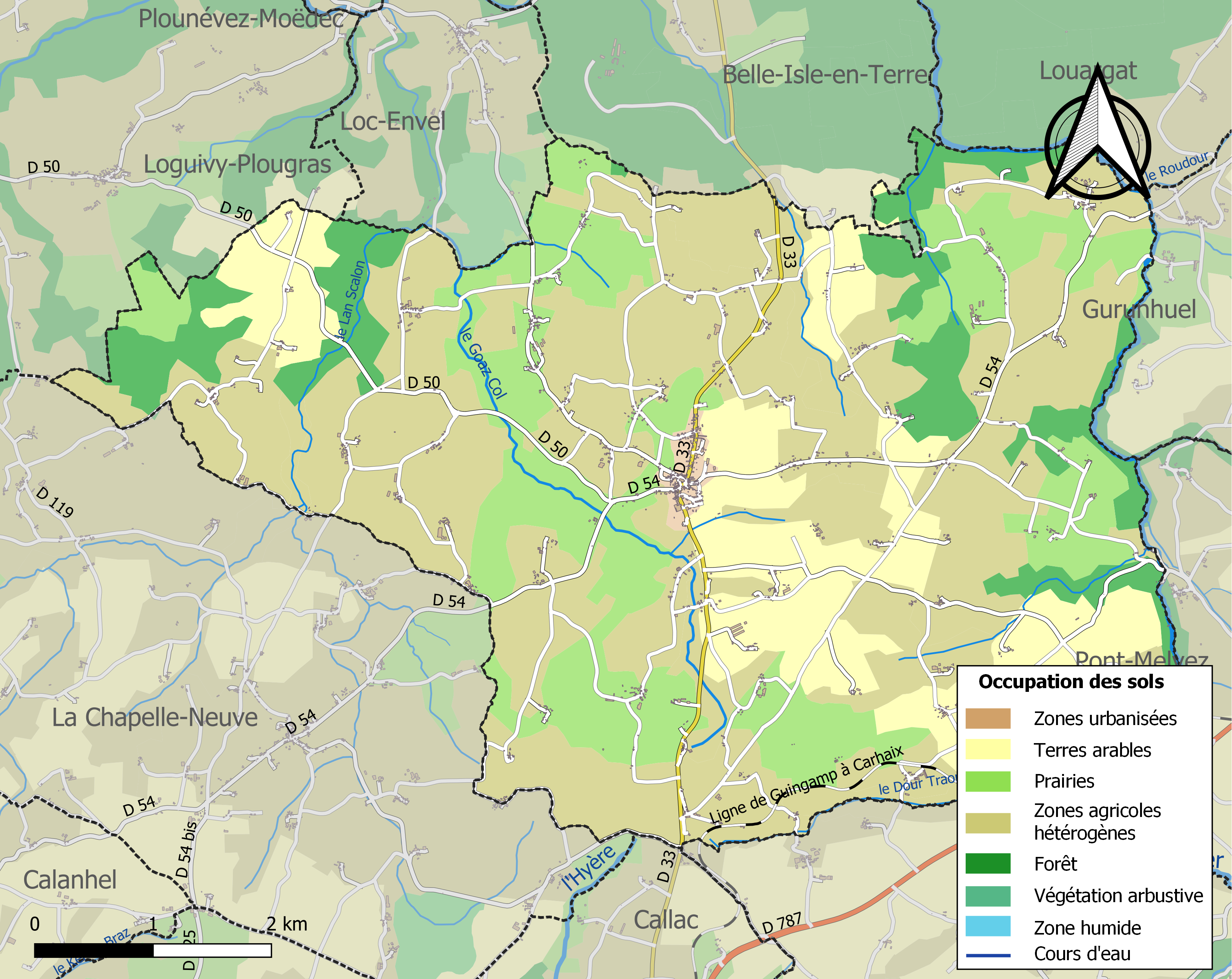
Carte des infrastructures et de l'occupation des sols de la commune en 2018 (CLC).

## Toponymie
Le nom de la localité est attesté sous les formes ecclesia de Ploegom vers 1330, Ploegonv à la fin du XIVe siècle, Ploegonmeur en 1427, Ploegommer en 1455, Ploegomeur en 1585, Plouegonveur au XVIe siècle.
Plougonver vient du breton plou (paroisse) et Saint-Konveur ou Conmor ou Envel, « paroisse de Conveur ».

## Héraldique
| Blason | Blasonnement : Mi-parti : au premier vairé d'or et de gueules, au second de gueules à la croix alésée d'or. |

## Histoire

### Moyen-Âge
Plougonver est une ancienne paroisse de l'Armorique primitive qui incluait Loc-Envel, La Chapelle-Neuve et peut-être une partie de Belle-Isle-en-Terre.
La famille de Kerméno, seigneur du dit-lieu, paroisse de Plougonver, est représentée aux réformations et montres entre 1427 et 1543.

### Temps modernes

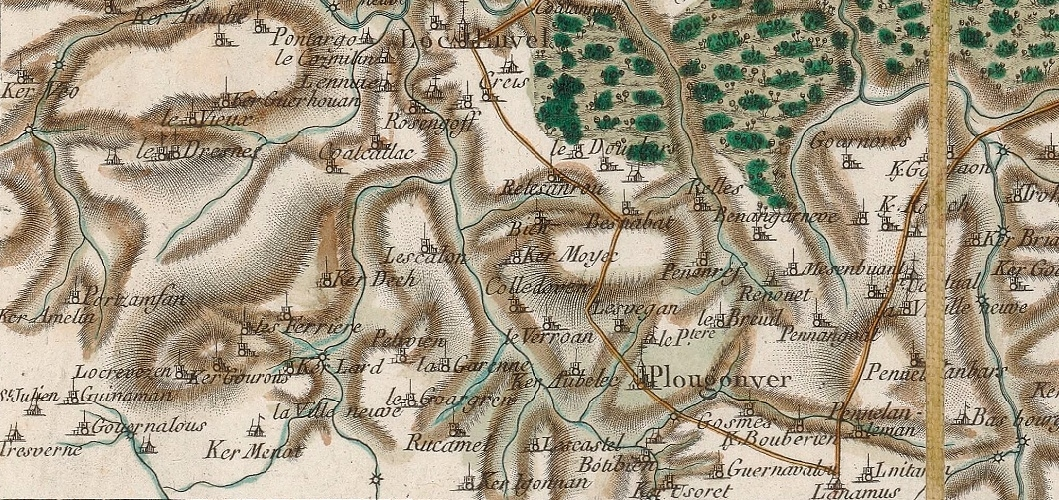
Carte de Cassini de la partie nord de la paroisse de Plougonver (1790).

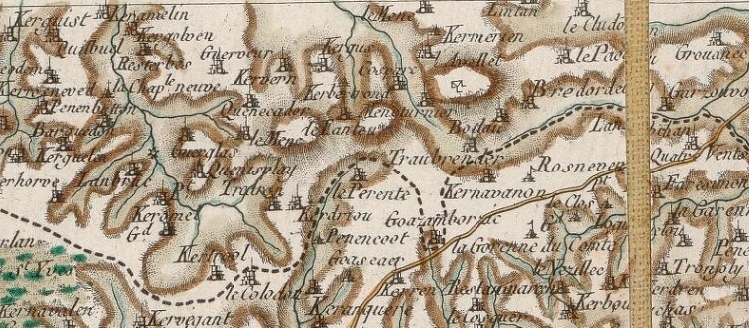
Carte de Cassini de la partie sud de la paroisse de Plougonver, incluant La Chapelle-Neuve (1787).

Jean-Baptiste Ogée décrit ainsi Plougonver en 1778 :

« Plougonver-Chapelle-Nevez : à 8 lieues au Sud-Sud-ouest de Tréguier, son évêché b à 18 lieues de Rennes, et à une lieue un quart de Callac, sa subdélégation. Cette paroisse relève du Roi, ressortit à Lannion et compte 3 500 communiants : la collation de la Cure est à l'Alternative, appartenait autrefois à l'abbaye de Quimperlé. On assure que dans le bois de Coëtmec, qui est auprès du bourg, est une mine de plomb qui paraît très abondante. Les maisons nobles sont le château de Cludon, haute-justice, qui appartenait en 1340 à Jean de Guergorlay ; le Dresnay, en 1440 à Renaud du Dresnay, lieutenant du roi de la ville d'Ath, en Flandres, sous le roi Charles VII. Ce territoire offre des terres en labeur et des landes »

### Révolution française
Le général de la paroisse, formé de 12 paroissiens, se réunit le 2 avril 1789 dans la sacristie de l'église paroissiale : ils élisent François Yves Grimault (syndic), Yves Lebon et Yves Quérou pour les représenter à l'assemblée du tiers-état de la sénéchaussée et approuve un cahier de doléances fortement inspiré de celui rédigé par 10 paroisses de la ville de Rennes, avec en plus quelques demandes particulières comme la suppression du droit de moulin (concerne surtout le moulin de Bourgerel), de l'usement de Tréguier (notamment du domaine congéable et des corvées).
Le 7 floréal an II (26 avril 1794), Joseph Le Béchec, curé de Plougonver, contraint probablement, écrit renoncer à la prêtrise ; il était devenu agent national provisoire de la commune. Quelques chouans, connus sous le nom de la bande Taupin, assassinèrent le 6 juin 1796 l'ex-prêtre, ainsi que, plus tard, un acquéreur enrichi de biens nationaux, connu sous le surnom de Flouriot Vras, qui habitait dans la plus belle maison du bourg de Plougonver.

### LeXIXesiècle

#### Plougonver vers le milieu duXIXesiècle
A. Marteville et P. Varin, continuateurs d'Ogée, décrivent ainsi Plougonver en 1853 :

« Plougonver : commune formée de l'ancienne paroisse de ce nom ; aujourd'hui succursale. (...) Principaux villages : Toul-Pors, Relais-an-Roux, le Scalon, Kermoyec, Guermoan, Lesvegan, le Bruit, Pellegoat, Runoual, Rojudu, Kergasaon, Keroc'h, Guernavalou, Kergouberien, Goarmay, Bourgerel, Graouanec, Peurdortel, Botlan, Lescastel, Kerigonan, Resterbès, Lanbruc-Anbizec, Kerglas, Quéné-Cador, Quenispley, Kerrosnéven, Kernunornet, Restougouin, Kermeno, Quénequélin, Roc'h-Révézen, Kerdrech, Coat-Ker-Amelin, Lanzéo, Kerémeury. Château de Cludon. Superficie totale : 5 943 hectares 91 ares, dont (...) terres labourables 3 304 ha, prés et pâturages 920 ha, bois 254 ha, vergers et jardins 133 ha, Landes et incultes 1 091 ha, avenues 6 ha (...). Moulins : 20 (du Pont-Guef, Bourgerel, Lanamus, du Scalon, de Kernévez, Treusvern, An-Lan, de Pont-Meur, du Pont-Aniguen, de Kerigoret, Blanc ; à eau). Géologie : schiste talqueux, roches amphiboliques ; minerai de fer exploité pour le haut-fourneau de Coat-an-Nos. On parle le breton »

Joachim Gaultier du Mottay indique en 1862 que Plougonver possède une école de garçons ayant 78 élèves et une école de filles en ayant 40 ; il écrit : « Le territoire de cette commune est très accidenté et pour ainsi dire montagneux ; il est peu boisé. Les terres sont légères, et les prairies auraient besoin d'être améliorées. Quant aux landes nombreuses dont la commune est couverte,leur situation élevée et la qualité rocailleuse du sol ne permettent pas de la déficher fructueusement. Il y a en Plougonver 20 moulins mus par divers ruisseau et par le Guer (...). On y trouve aussi trois étangs, dont le plus important, celui de Kernevez, est le rendez-vous de nombreux oiseaux de passage dans les hivers rigoureux ; cette commune est, par aileurs, très giboyeuse. L'église, placée sous le patronage de saint Pierre, depuis peu d'années seulement, ne présente de remarquable que sa flèche assez élégante ; on lit sur un de ses piliers le millésime de 1666. Chapelles de Saint-Tugdual et La Chapelle-Neuve. Cette dernière mérite l'attention : elle date des XIIIe et XIVe siècles et fut, dit-on, l'église paroissiale, qui portait autrefois le nom de Chapel-Nevez. Elle a été de nouveau érigée en succursale en 1860. Ruines des châteaux de Cludon et de Kermeno. (...) ».
L'abbé Isaac, vicaire à Plougonver, fut condamné en août 1879 à 18 mois de prison pour outrages publics à la pudeur, notamment pour avoir abusé de plusieurs fillettes ; l'affaire fut évoque par toute la presse nationale de l'époque.

#### La scission avec La Chapelle-Neuve
La loi du 27 juin 1873 ampute la commune de Plougonver du territoire qui constitue la nouvelle commune de La Chapelle-Neuve, qui était déjà devenue une paroisse indépendante le 5 avril 1862. La commune de Plougonver avait, avant la scission, une superficie d'environ 6 000 hectares et une population de 4 000 habitants, disséminés en de nombreux hameaux dont certains, situés dans la partie ouest de la commune, sont à 8, 10 et même 14 km du chef-lieu ; les habitants de cette partie de la commune ont demandé qu'une municipalité distincte soit créée à La Chapelle-Neuve, principale agglomération de la nouvelle commune, qui a déjà le statut de paroisse succursale et possède une église, un presbytère, un cimetière et une école des filles.
La commune de Plougonver ne fit aucune opposition à cette scission, en reconnaissant le bien-fondé, contestant seulement la présence dans la future commune de La Chapelle-Neuve de quelques hameaux (Trédron, Kervriou, Menez-Houarnay) que Plougonver aurait souhaité conserver.

### LeXXesiècle

#### La Belle Époque

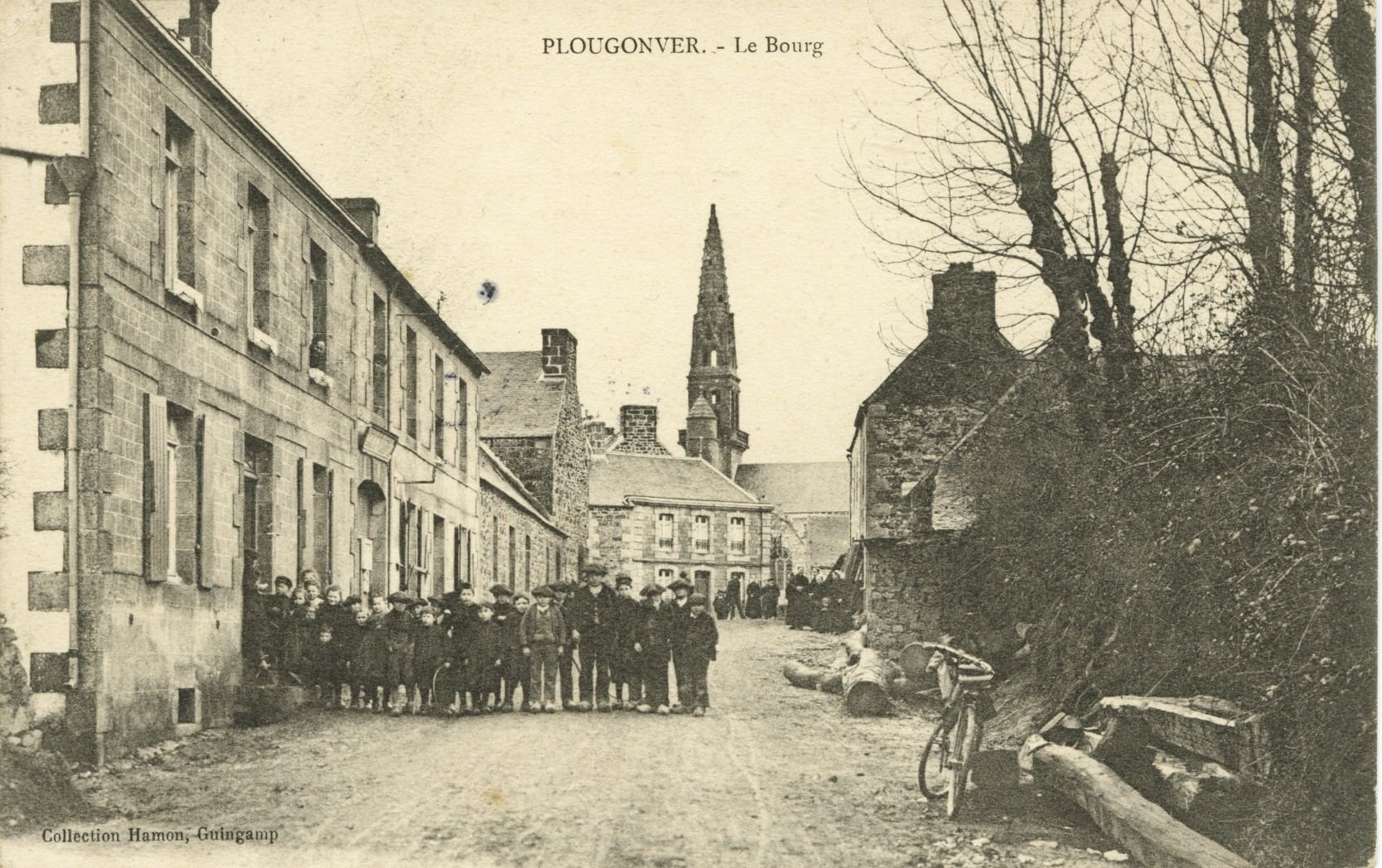
Le bourg de Plougonver au début du XXe siècle.

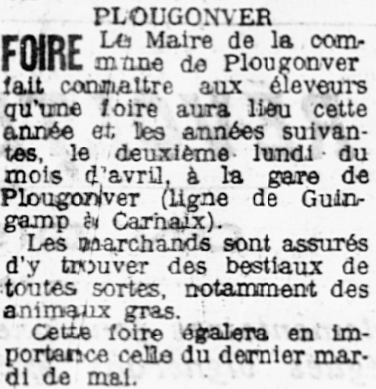
La création d'une seconde foire à la gare de Plougonver en 1911 (article du journal L'Ouest-Éclair du 31 mars 1911).

Un bureau télégraphique est créé à Plougonver par un arrêté du 26 septembre 1900.
La création d'un bureau de bienfaisance est autorisée à Plougonver par un arrêté ministériel en date du décembre 1913 ; sa dotation initiale est constituée par les biens mis sous séquestre ayant appartenu à la fabrique de la paroisse avant la loi de séparation des Églises et de l'État.

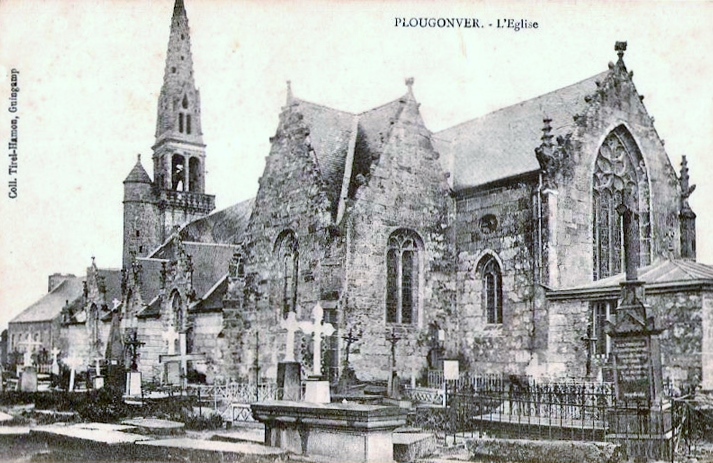
Plougonver : l'église paroissiale entourée de son cimetière au début du XXe siècle (carte postale).
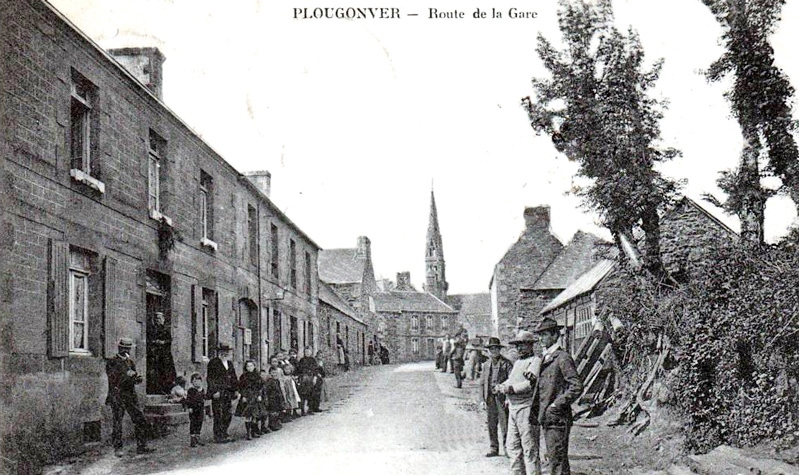
Plougonver : la route de la Gare au début du XXe siècle (carte postale).
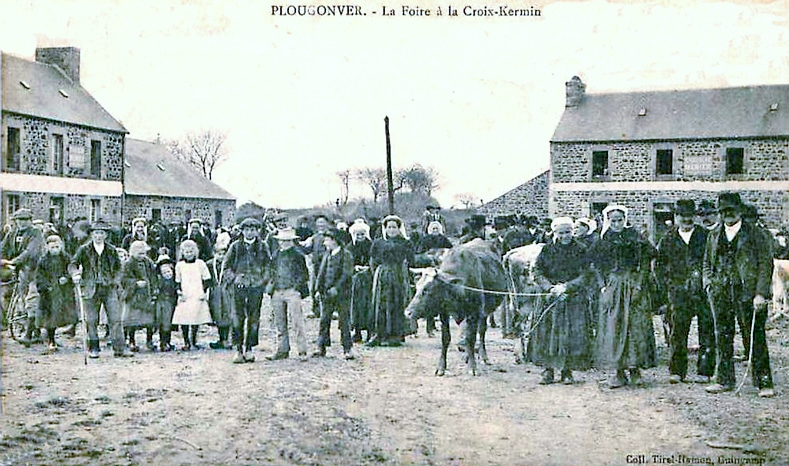
Plougonver : la foire à Croix-Kermin (Croix-Kermen) au début du XXe siècle (carte postale).
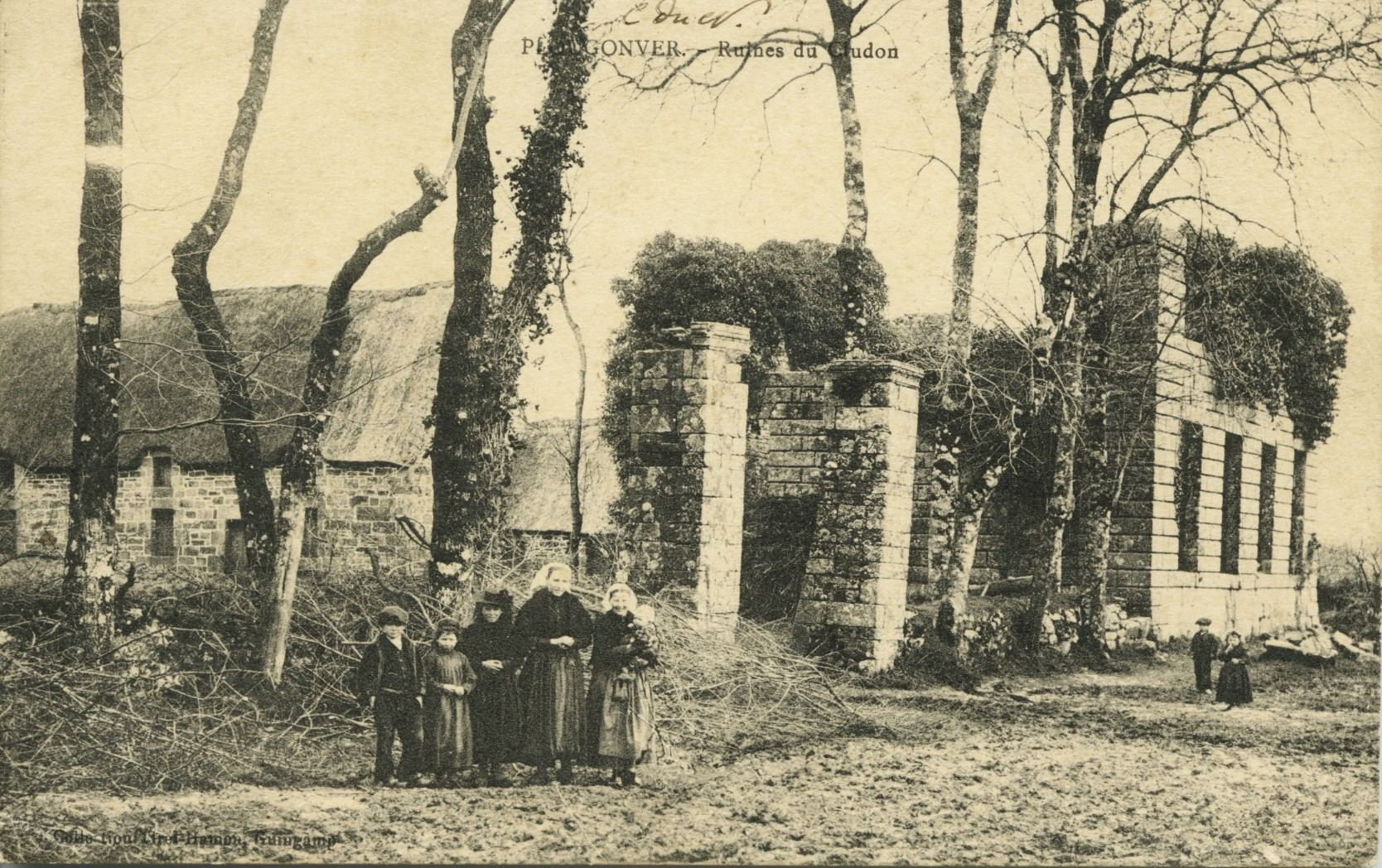
Les ruines du Cludon au début du XXe siècle.

#### La Première Guerre mondiale

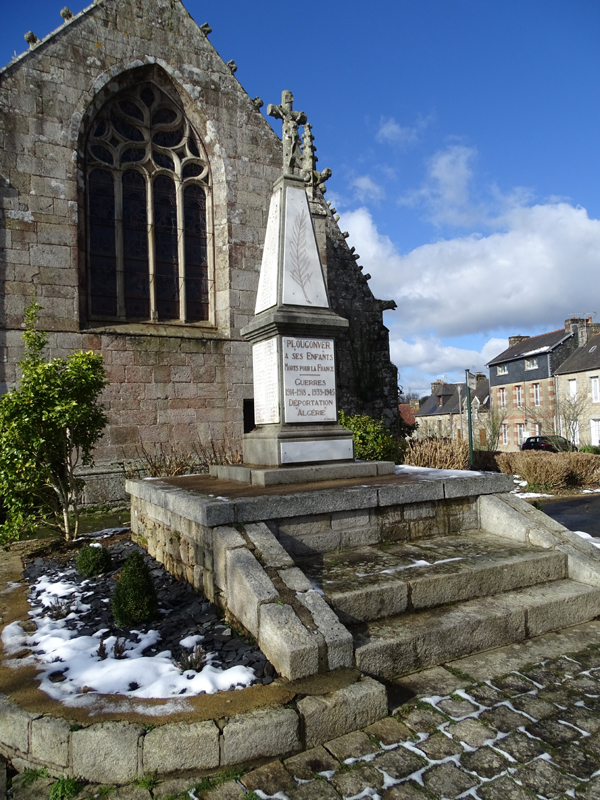
Le monument aux morts de Plougonver.

Le monument aux morts de Plougonver porte les noms de 102 soldats morts pour la Patrie pendant la Première Guerre mondiale ; parmi eux 14 sont morts en Belgique dont 10 dès l'année 1914 et les 4 autres en 1915 ; Yves Dubourg est mort des suites de ses blessures en 1915 lors de la Bataille de Sedd-Ul-Bahr (Turquie) ; Théophile Le Cam est mort de maladie en 1917 en Grèce dans le cadre de l'expédition de Salonique ; la plupart des autres sont morts sur le sol français, dont Louis Bachelet, Bertrand de Rougé, Yves Fercoq, Guillaume Gillou et Jean Jegou, tous les cinq décorés de la Médaille militaire et de la Croix de guerre ainsi que Théophile Le Roux, décoré de la Croix de guerre.

#### L'Entre-deux-guerres
Le monument aux morts de Plougonver (un obélisque sur socle, surmonté d'une croix latine et orné d'une palme) est dû au sculpteur Émile Nicol (1866-1939).

#### La Seconde Guerre mondiale
Le monument aux morts de Plougonver porte les noms de 15 personnes mortes pour la France durant la Seconde Guerre mondiale ; parmi elles Joseph Jézéquel et Marcel Thépault sont tués à l'ennemi et Jean Le Guern ainsi qu'Ernest Moysan et Auguste Rivoaland meurent lors de la Bataille de France au printemps 1940 ; Fernand Étienne est mort en captivité le 27 juin 1943 à Lemberg (désormais Lviv en Ukraine) ; Roger Ollivo, résistant, est mort le 10 septembre 1944 des suites de ses blessures à Plougonver ; Anne Coantiec, résistante FFI, est morte au camp de concentration de Mauthausen le 25 mars 1945 et François Tinevez, lui aussi résistant et déporté, le 23 juin 1945 à Warmbrunn (Allemagne, désormais en Pologne).
Le journal Le Matin, alors journal collaborateur, écrit que le 16 décembre 1943 deux « bandits » [en fait des résistants] se sont présentés à Plougonver chez Joseph Trémel, 41 ans [probablement un collaborateur], et que l'un d'eux l'a tué d'un coup de revolver.

##### Les fusillés de Garzonval
Sept jeunes résistants victimes d'une rafle allemande à Saint-Nicolas-du-Pélem (Jean-Louis Corbel, 20 ans, de Maël-Carhaix ; François Louis Le Berre, 25 ans, de Penvenan ; François Marie Le Berre, 33 ans, de Plouguernével ; Pierre Maillard, 24 ans, de Plounévez-Quintin ; Marcel Sanguy, 35 ans, de Rostrenen ; Pierre Secardin, 27 ans, de Callac ; Albert Torquéau, 24 ans, de Rostrenen) furent exécutés le 16 juillet 1944 au village de Garzonval en Plougonver. Les exécutions de Garzonval furent racontées par une chanson sur feuille volante, Maleurio ar Vro, écrite par François Le Gall en 1945.

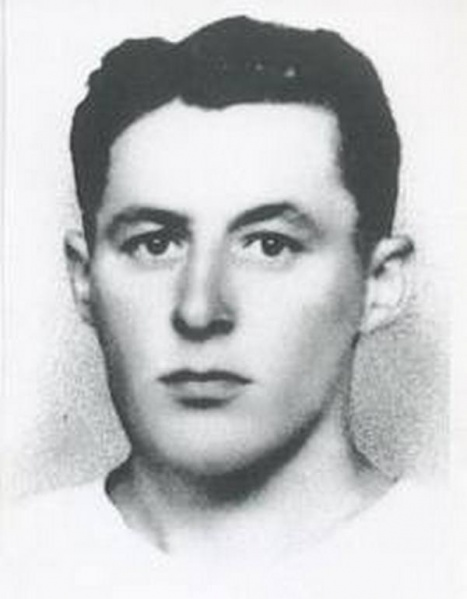
Portrait d'Albert Torquéau

Ces événements ont été racontés par Françoise Morvan dans son essai, Miliciens contre maquisards, éditions Ouest-France, 2010, puis 2013,
Une enquête a été menée sur place et publiée sous le titre Garzonval en mémoire (textes rassemblés parAlain Michel, Anne et Thierry Orgeolet, recherche aux archives et documentation de Françoise Morvan (2014)

#### L'après Seconde Guerre mondiale
Un soldat originaire de Plougonver, Jean Le Corre, est mort pour la France durant la guerre d'Algérie.

## Démographie
La chute lors du recensement de 1861 provient de la création de la commune de La Chapelle-Neuve, anciennement rattachée à la commune de Plougonver.

L'évolution du nombre d'habitants est connue à travers les recensements de la population effectués dans la commune depuis 1793. Pour les communes de moins de 10 000 habitants, une enquête de recensement portant sur toute la population est réalisée tous les cinq ans, les populations de référence des années intermédiaires étant quant à elles estimées par interpolation ou extrapolation. Pour la commune, le premier recensement exhaustif entrant dans le cadre du nouveau dispositif a été réalisé en 2006.

En 2022, la commune comptait 766 habitants, en évolution de +4,5 % par rapport à 2016 (Côtes-d'Armor : +1,78 %, France hors Mayotte : +2,11 %).
| 1793  | 1800  | 1806  | 1821  | 1831  | 1836  | 1841  | 1846  | 1851  |
| ----- | ----- | ----- | ----- | ----- | ----- | ----- | ----- | ----- |
| 3 362 | 2 420 | 3 341 | 3 050 | 3 326 | 3 315 | 3 591 | 4 008 | 4 637 |

| 1856  | 1861  | 1866  | 1872  | 1876  | 1881  | 1886  | 1891  | 1896  |
| ----- | ----- | ----- | ----- | ----- | ----- | ----- | ----- | ----- |
| 4 010 | 2 857 | 3 269 | 3 094 | 2 669 | 2 651 | 2 636 | 2 534 | 2 668 |

| 1901  | 1906  | 1911  | 1921  | 1926  | 1931  | 1936  | 1946  | 1954  |
| ----- | ----- | ----- | ----- | ----- | ----- | ----- | ----- | ----- |
| 2 638 | 2 541 | 2 648 | 2 433 | 2 355 | 2 315 | 2 218 | 2 087 | 1 691 |

| 1962  | 1968  | 1975  | 1982 | 1990 | 1999 | 2006 | 2011 | 2016 |
| ----- | ----- | ----- | ---- | ---- | ---- | ---- | ---- | ---- |
| 1 548 | 1 374 | 1 155 | 998  | 868  | 768  | 706  | 722  | 733  |

| 2021 | 2022 | - | - | - | - | - | - | - |
| ---- | ---- | - | - | - | - | - | - | - |
| 754  | 766  | - | - | - | - | - | - | - |

L'ensemble formé par les deux communes de Plougonver et La Chapelle-Neuve (qui formaient une commune unique en 1851) est celui qui a perdu en valeur absolue le plus d'habitants entre 1851 et 1999 (- 2 869) parmi toutes les communes de Bretagne.

## Lieux et monuments
- Le manoir du Cludon (XVIIe siècle) : c'est un ancien château construit sur une motte féodale, qui fut la demeure d'une branche de la famille de Kergorlay[46] (par exemple René de Kergorlay, marié en 1636 avec Louise de Guengat, était seigneur du Cludon ; Jacques-Claude de Kergorlay [Guergorlay] fut confirmé comme noble lors de la réformation de 1668[47] et son fils Gabriel-Claude de Kergorlay est qualifié de marquis de Cludon, comte de Guengat, baron de Rimaison, etc.. lors de son mariage le 27 février 1702 avec Marie-Claude du Fresnay[48]), mais il n'en reste que peu de traces ; le manoir qui lui a succédé est en ruine ; il ne subiste que quelques murs de l'ancienne seigneurie[49].
- Église Saint-Pierre (XVe et XVIIIe siècles) : l'église a été restaurée entre 1846 et 1849[21].L'église possède notamment la statue d'un Christ aux outrages (dit aussi Christ aux liens) qui date du XVIe siècle[50].

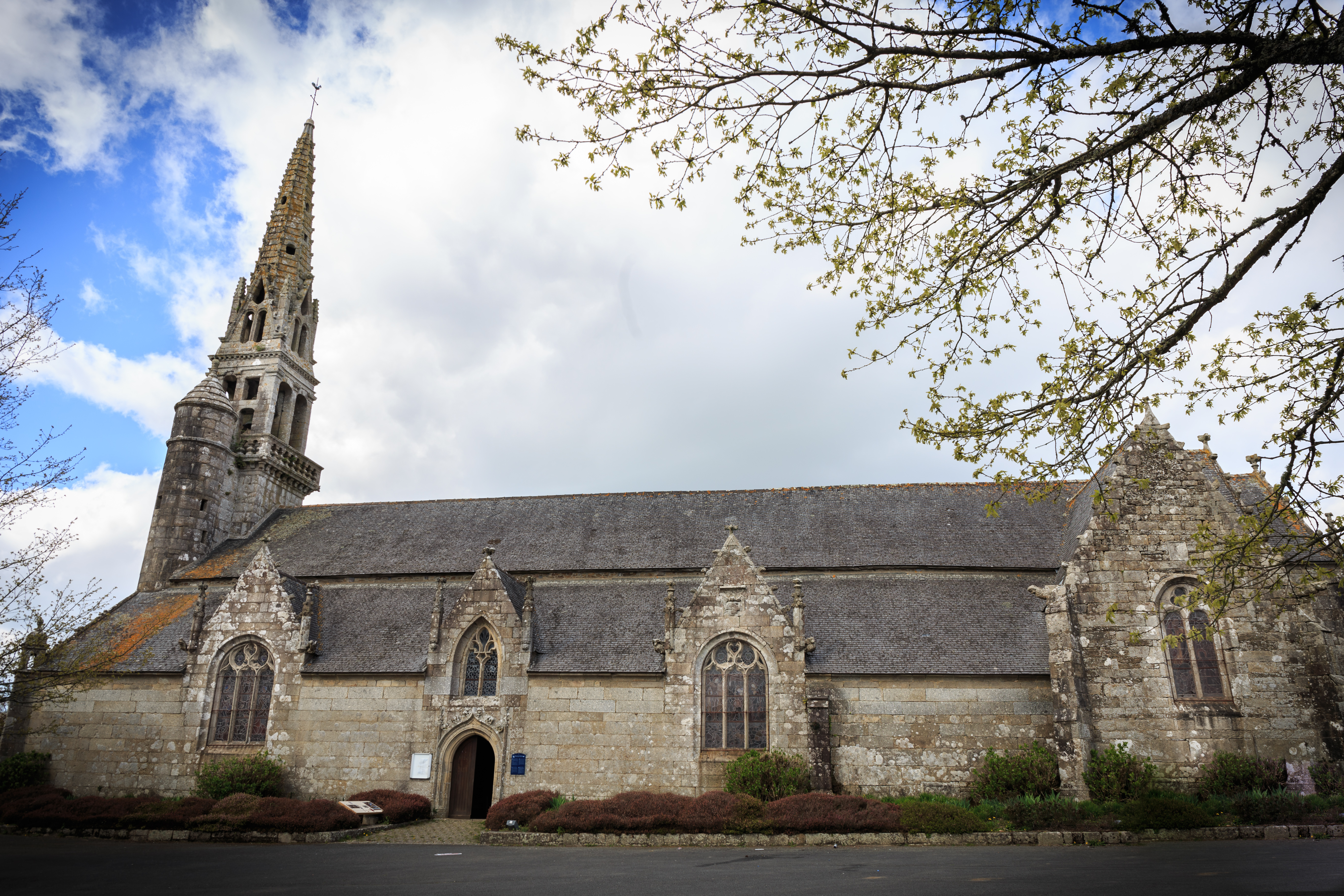
Église Saint-Pierre : vue extérieure d'ensemble.
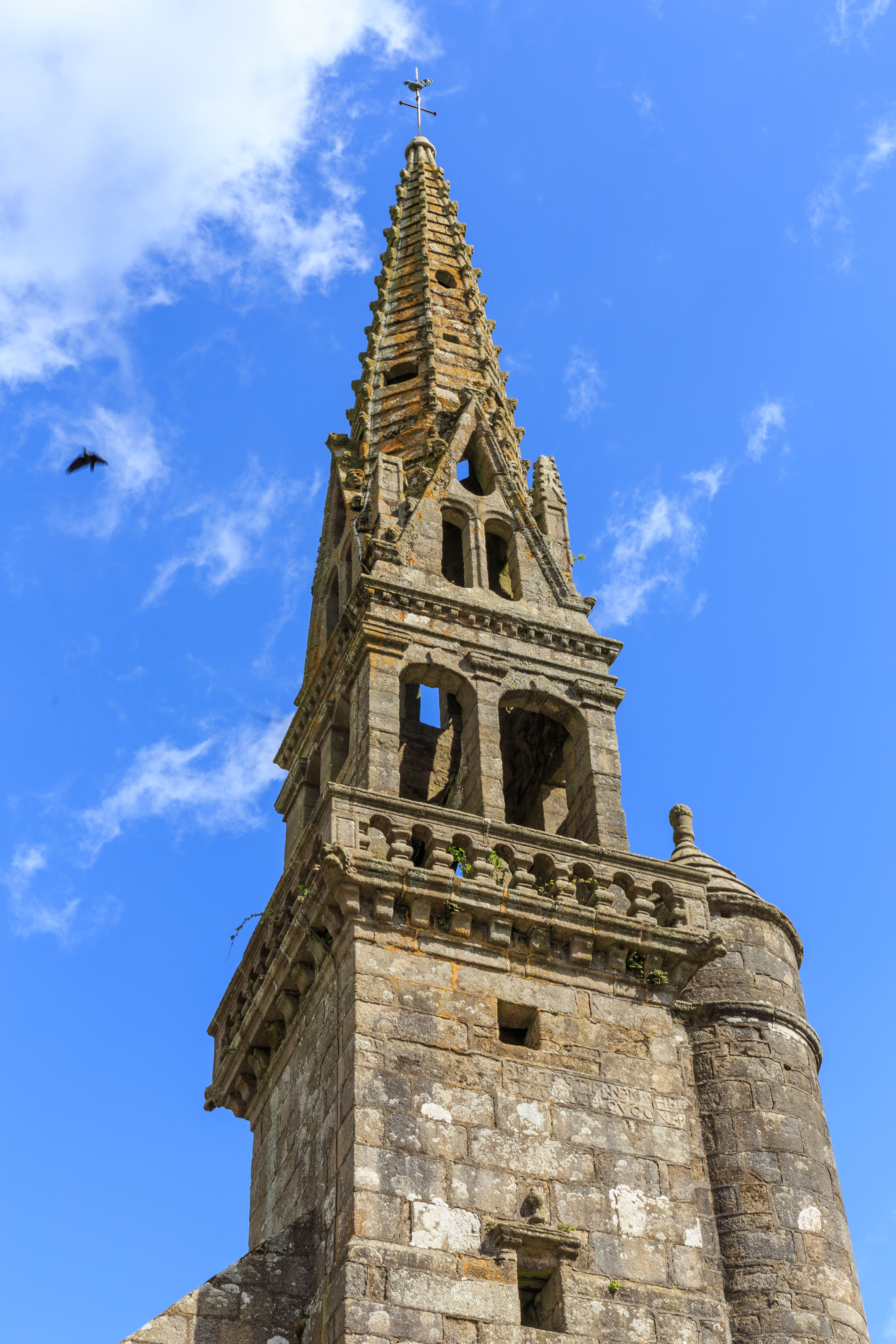
Église Saint-Pierre : clocher.
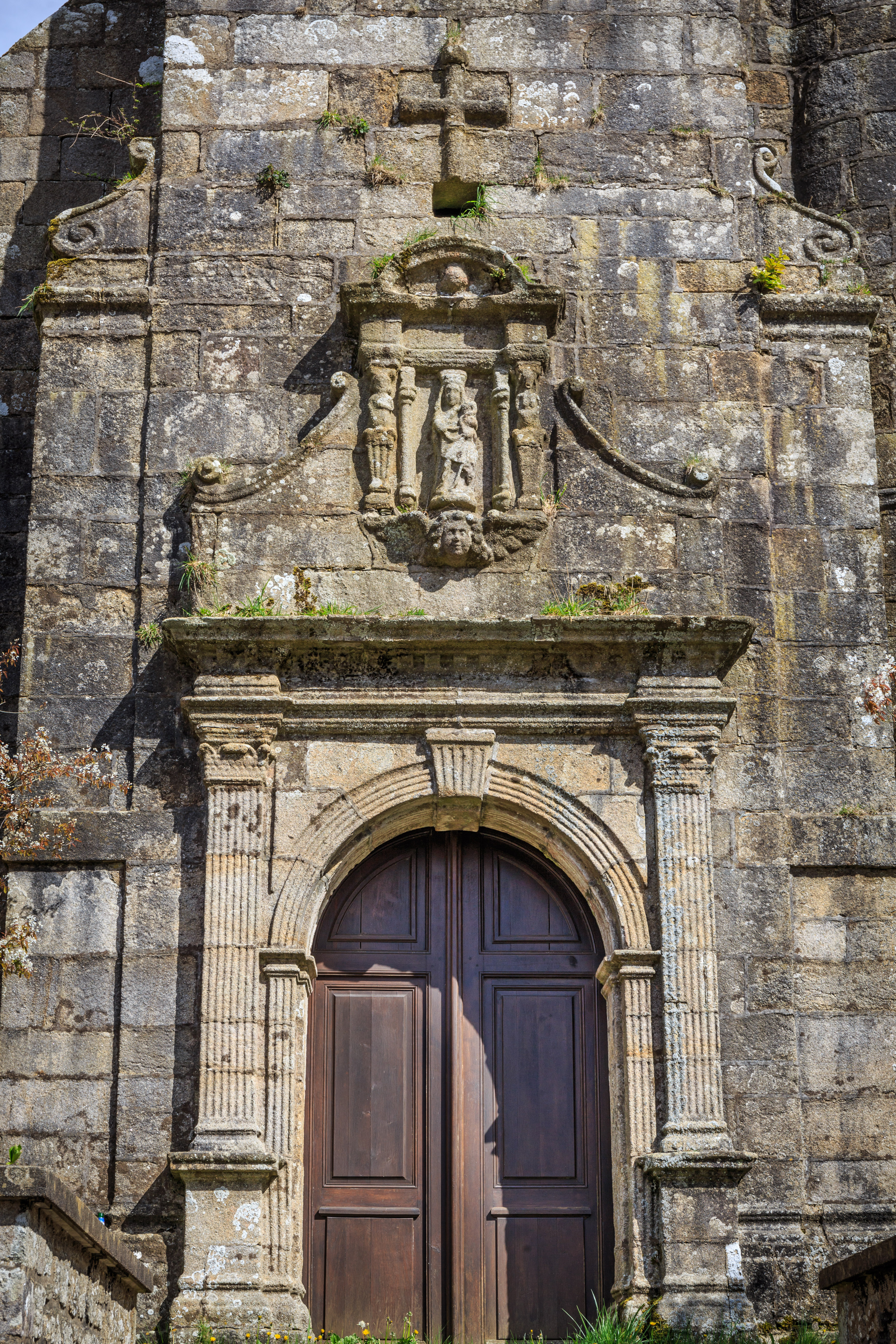
Église Saint-Pierre : portail d'entrée.
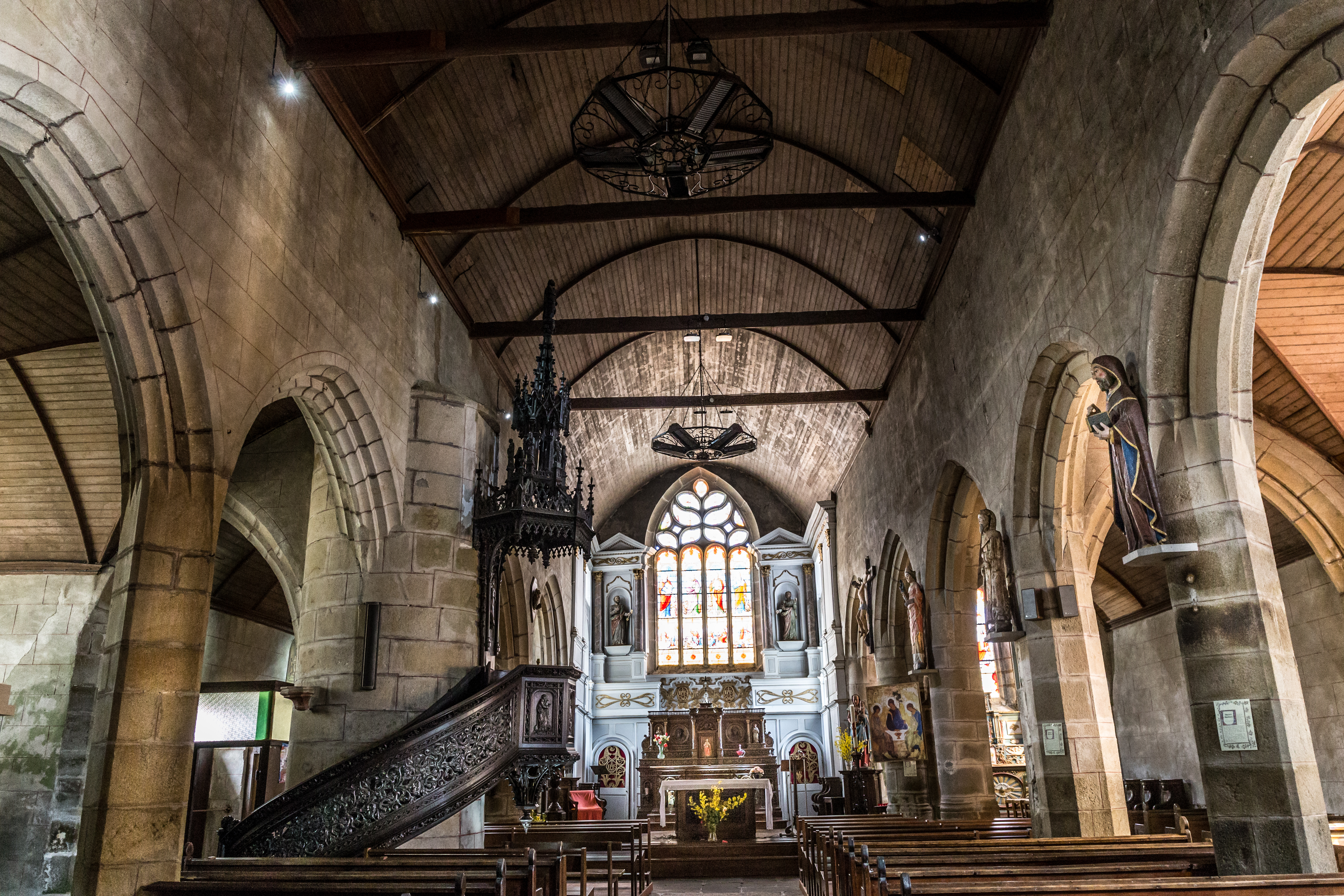
Église Saint-Pierre : vue intérieure d'ensemble.
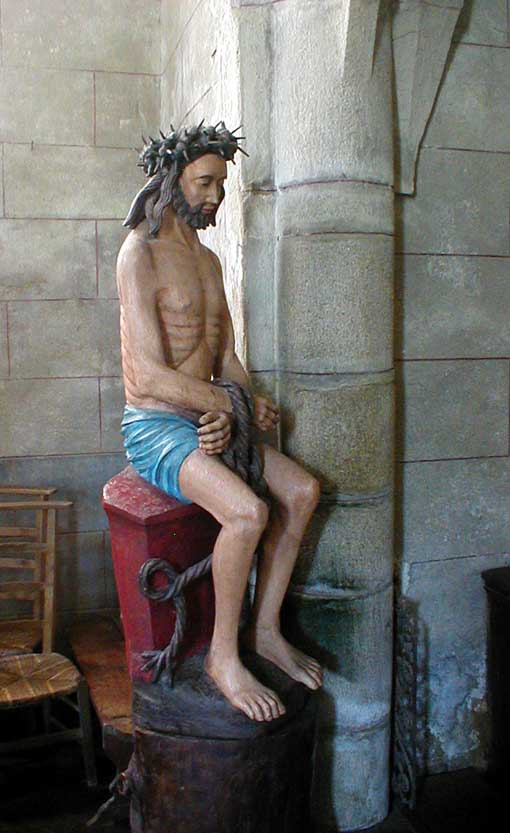
Église Saint-Pierre : Christ aux liens.

- Chapelle Saint-Tugdual (XVe)

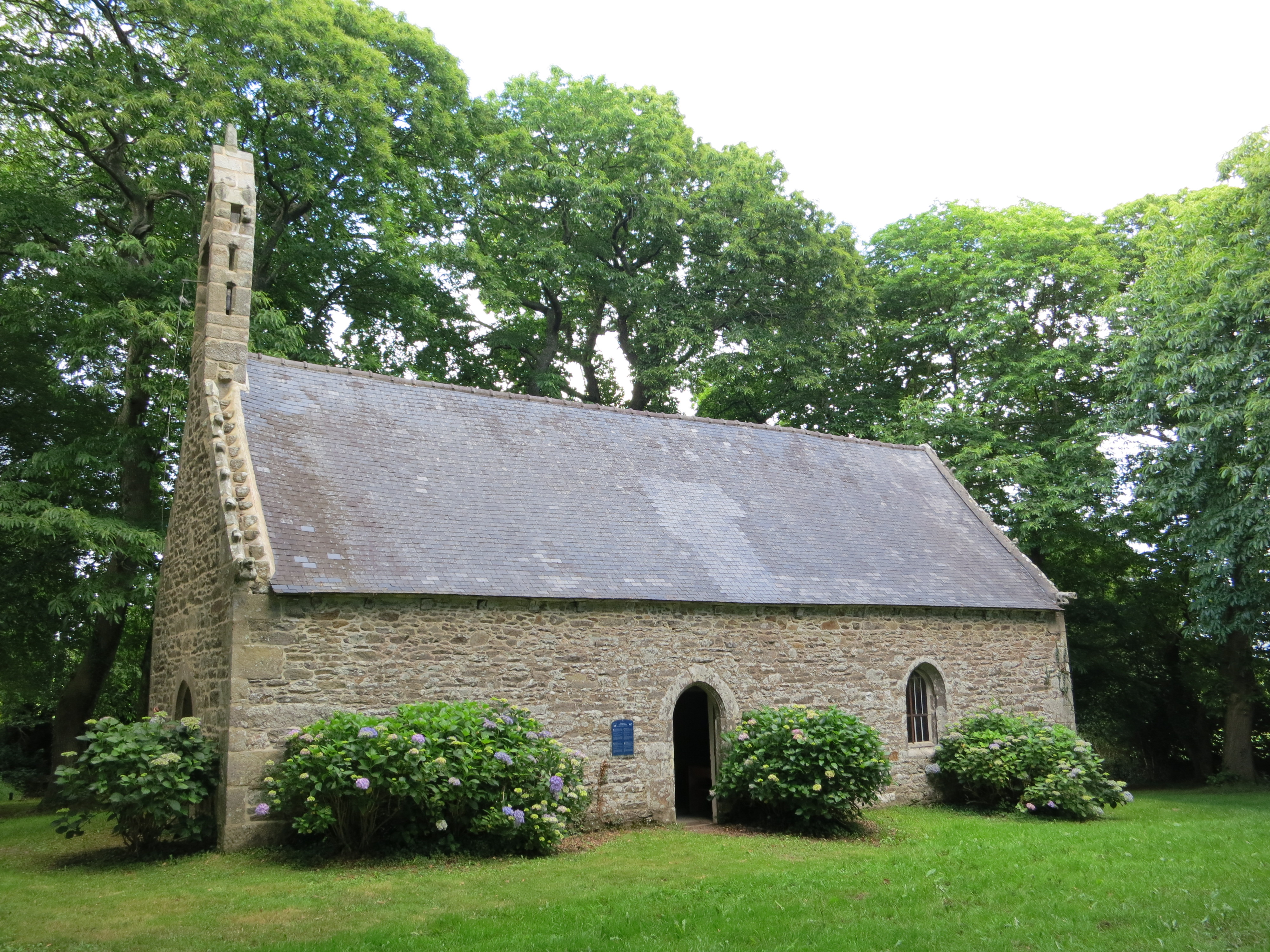
Chapelle Saint-Tugdual.

- Méné Kerespers.
- La maison où j'ai grandi, œuvre contemporaine de l'artiste Claude Lévêque.
- La "Vallée des bambous" : 8 hectares de jardin où sont plantés plus de 5 000 arbres et arbustes du monde entier dont 400 espèces différentes de bambous[51].

## Conte
- La vie du docteur Coathalec (le docteur Coathalec demande la main de la fille du roi d'Angleterre ; celui-ci refuse. Le docteur l'enlève et l'emmène dans son manoir de Kerméno [désormais en La Chapelle-Neuve]. Par un souterrain, le docteur conduisit sa fiancée dans l'église de Plougonver où le recteur les maria ; le roi anglais, outré de colère, vint à Plougonver avec une armée pour réclamer sa fille et punir le ravisseur ; etc..)[52].

## Personnalités liées à la commune

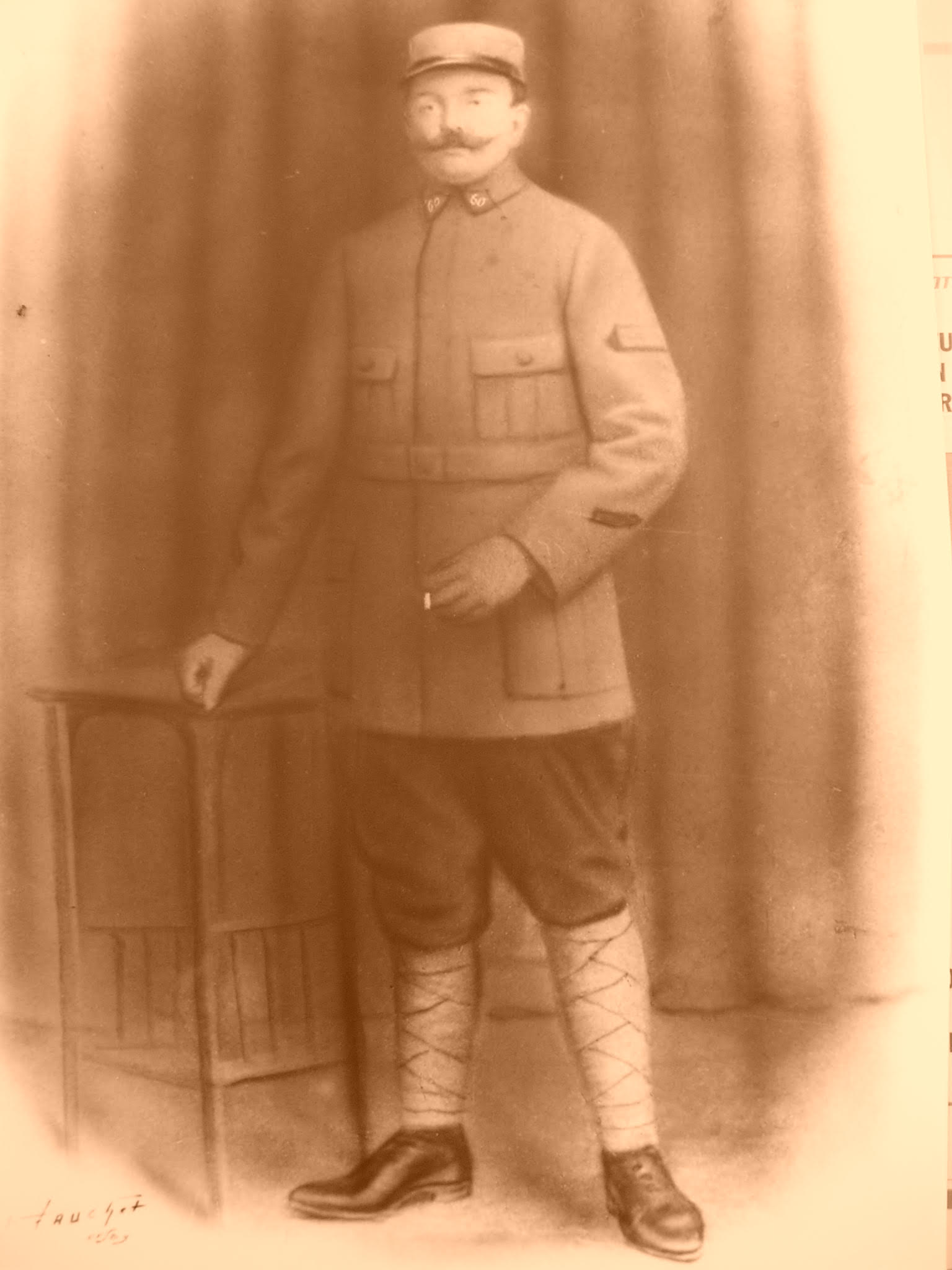
Yves Quérou (Erwan Kerou)

- Yves Quérou (Erwan Kerou)Yves Quérou (Erwan Kerou) 1873-1956, barde et poète breton.
- Jean-François Huon, homme politique né le 21 juin 1821 à Plougonver (Côtes d'Armor) et décédé le 18 juin 1879 à Paris.